# أبو البنات (مسلسل كويتي)
أبو البنات مسلسل كويتي عٌرض في شهر رمضان 2025، من إخراج محمد القفاص، وتأليف محمد خالد النشمي، ومن بطولة إبراهيم الحربي، هبة الدري، شيماء علي، فتات سلطان، فهد باسم، وغيرهم.

## قصة المسلسل
يحاول أب التعامل مع تحديات الحياة اليومية مع بناته وبذل الكثير من الحب والتضحية من أجلهن، ولكن القدر يكشف ما فعلته شقيقته مرايم بالماضي حيث بدلت إحدى بناته بابن مطربة الأفراح ليلى لغاية في نفسها.

## تمثيل
- إبراهيم الحربي
- هبة الدري
- شيماء علي
- مرام البلوشي
- فهد باسم
- فتات سلطان
- في الشرقاوي
- مشاري المجيبل
- شوق الهادي
- نور محمود
- طلال باسم
- صمود المؤمن
- شيخة العسلاوي
- ضاري الرشدان
- هبة الناجم
- جلنار
- شيخة البدر
- محمد الأنصاري
- وليد الضاعن
- سمية العبدان
- دعاء بنيان
- عبد العزيز التميمي
- نديمة سنان
- عادل الخليفة
- طارق زكي
- مساعد خالد
- عبد الله الهيل
- أبيار